# Condado de Hancock (Kentucky)
El condado de Hancock (en inglés: Hancock County), fundado en 1829, es uno de 120 condados del estado estadounidense de Kentucky. En el año 2000, el condado tenía una población de 8,392 habitantes y una densidad poblacional de 17 personas por km². La sede del condado es Hawesville.

## Geografía
Según la Oficina del Censo, el condado tiene un área total de 515 km² (198,8 mi²), de la cual 490 km² (189,2 mi²) es tierra y 26 km² (10,0 mi²) (5.09%) es agua.

### Condados adyacentes
- Condado de Spencer (Indiana) (noroeste)
- Condado de Perry (Indiana) (noreste)
- Condado de Breckinridge (sureste)
- Condado de Ohio (sur)
- Condado de Daviess (oeste)

## Demografía
Según la Oficina del Censo en 2000, los ingresos medios por hogar en el condado eran de $36,914, y los ingresos medios por familia eran $42,994. Los hombres tenían unos ingresos medios de $35,294 frente a los $23,574 para las mujeres. La renta per cápita para el condado era de $16,623. Alrededor del 13.60% de la población estaban por debajo del umbral de pobreza.

## Localidades
- Hawesville
- Lewisport